# Патон Володимир Євгенович
Володи́мир Євге́нович Пато́н (18 лютого 1917, Київ — 28 лютого 1987, Київ, УРСР, СРСР) — радянський науковець, доктор технічних наук, заслужений винахідник УРСР (1982), старший брат президента НАН України академіка Бориса Патона.

## Життєпис
Народився 1917 року в Києві в родині Євгена Оскаровича Патона та Наталії Вікторівни Будде.
На мості Патона на початку 1940-х впровадив технологію автоматичного зварювання вертикальних швів — апарат, що повз по стінці, сконструював Володимир.
Закінчив Свердловський індустріальний інститут. До листопада 1943 року працював технологом на металургійному заводі. Надалі перейшов до Інституту електрозварювання; до 1987 року — начальник начальник відділу і заступник начальника дослідницького конструкторсько-технічного бюро Науково-дослідного інституту електрозварювання.
Спеціаліст та винахідник у царині металургії та електрозварювання; 1951 року захистив кандидатську дисертацію.
Був одружений двічі; у другому шлюбі з Тамарою Семенівною Кошкіною 1962 року народилася донька Наталія.
Лауреат Сталінської премії 3-го ступеня 1949 року — за корінне вдосконалення методів будівництва магістральних газопроводів.
Був різносторонньою особистістю — спортсмен, захоплювався велосипедом та мисливець, колекціонував альбоми по живопису.
Займався вдосконалюванням основ проектування нової зварювальної техніки, систем керування зварювальними процесами, устаткування для виробництва металевих конструкцій, вирішенням інших конструкторських проблем.
Є автором 49 патентів.
Помер 1987 року, похований на Байковому кладовищі.
Серед патентів:
- «Пристрій для подачі електродного дроту», співавтори Дерев'янко Микола Григорович, Дудко Данило Андрійович, Ігнатьєв Володимир Георгійович, Притула Сергій Іванович, Ткаченко Іван Никифорович, Ткаченко Роман Никифорович.
- «Пристрій для автоматичного зварювання під флюсом в стелевому положенні», співавтори Варенчук Павло Олександрович, Дубовецький Василь Якович, Ковальов Валентин Деонисович, Новиков Анатолій Максимович, Пашкевич Валентин Рафаїлович, Тищенко Василь Васильович, Чвертко Анатолій Іванович.

## Нагороди
- Ордени «Знак Пошани» (1976), Трудового Червоного Прапора (1984),
- Лауреат Сталінської премії 3-го ступеню (1949), Державної премії УРСР (1972);